# Yukarı Tosunlar, Beydağ
Yukarıtosunlar là một xã thuộc huyện Beydağ, tỉnh İzmir, Thổ Nhĩ Kỳ. Dân số thời điểm năm 2010 là 188 người.